# Blang Kumot Baroh
Blang Kumot Baroh is een bestuurslaag in het regentschap Pidie van de provincie Atjeh, Indonesië. Blang Kumot Baroh telt 199 inwoners (volkstelling 2010).